# Santibáñez de la Sierra
Santibáñez de la Sierra ist ein westspanischer Ort und eine Gemeinde (municipio) mit 149 Einwohnern (Stand: 2024) in der Provinz Salamanca in der Autonomen Gemeinschaft Kastilien-León. 

## Lage und Klima
Santibáñez de la Sierra liegt etwa 85 Kilometer südsüdwestlich von Salamanca in einer Höhe von gut 610 m. Der Río Alagón begrenzt die Gemeinde im Nordwesten.
Das Klima ist gemäßigt bis warm; Regen (ca. 696 mm/Jahr) fällt hauptsächlich im Winterhalbjahr.

## Bevölkerungsentwicklung
| Jahr      | 1970 | 1981 | 1991 | 2001 | 2011 | 2021 |
| Einwohner | 504  | 344  | 265  | 257  | 219  | 178  |

Der Bevölkerungsrückgang seit den 1950er Jahren ist im Wesentlichen auf die Mechanisierung der Landwirtschaft, die Aufgabe von bäuerlichen Kleinbetrieben und den damit einhergehenden Verlust an Arbeitsplätzen zurückzuführen.

## Sehenswürdigkeiten
- Heilig-Geist-Kirche (Iglesia de Espiritu Santo)

## Persönlichkeiten
- Agustín Bullón de la Torre (1845–1928), Rechtsanwalt und Abgeordneter
- Agustín Bullón Ramírez (1912–1988), Pathologe an den Universitäten Sevilla und Madrid